# Tratado de Knäred

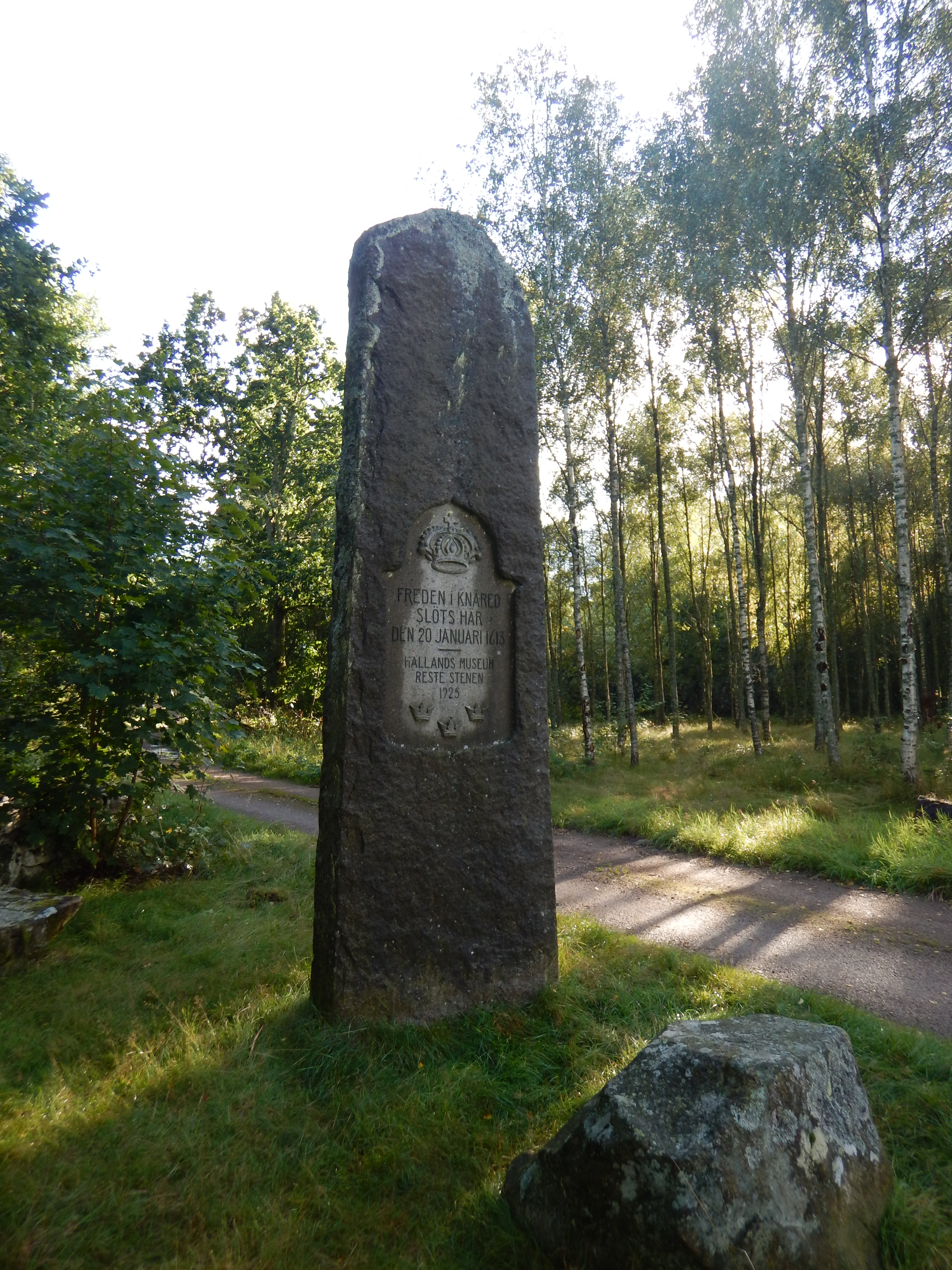
Estela conmemorativa en Sjöared (Halland)

El Tratado de Knäred (en danés: Freden i Knærød, en sueco: Freden i Knäred) se firmó el 21 de enero de 1613 como final de la guerra de Kalmar (1611–1613) entre el Reino de Dinamarca y Noruega y Suecia. Las negociaciones de paz tuvieron lugar bajo iniciativa inglesa, siendo la paz garantizada por el rey Jacobo I de Inglaterra y VI de Escocia.
El tratado recibe su nombre por la localidad de Knäred en Halland, entonces frontera entre ambos países. La paz significó una vuelta al statu quo ante bellum con ambos reinos restauraron las conquistas hechas: Suecia devolvería Jämtland y Härjedalen mientras Dinamarca devolvería Borgholm, Kalmar y Öland.
Como resultado, Suecia también tuvo que pagar el rescate de Älvsborg de un millón de rixdollars a cambio del regreso de la fortaleza de Älvsborg. El rescate fue finalmente pagado en 1619.
En 1925, el Museo de Arte de Halland (Hallands konstmuseum) erigió una estela conmemorativa entre Knäred y Markaryd